# Аспергилл чёрный
Aspergillus niger (лат.) — вид высших плесневых грибов из рода Аспергилл (Aspergillus); вызывает заболевания человека, животных (аспергиллёзы) и растений (шира хлопка).
Чёрная «плесень» на стенах сырых помещений — это преимущественно Aspergillus niger в фазе плодоношения.

## Применение
Штаммы гриба с 1920 г. применяются для производства лимонной кислоты из сахаристых веществ (глюкозы). При производстве лимонной кислоты в реакторе объёмом 300 м³ образуется около 15 тонн клеточной массы гриба. По экологическим соображениям биомасса, образовавшаяся при ферментации, сжигается.

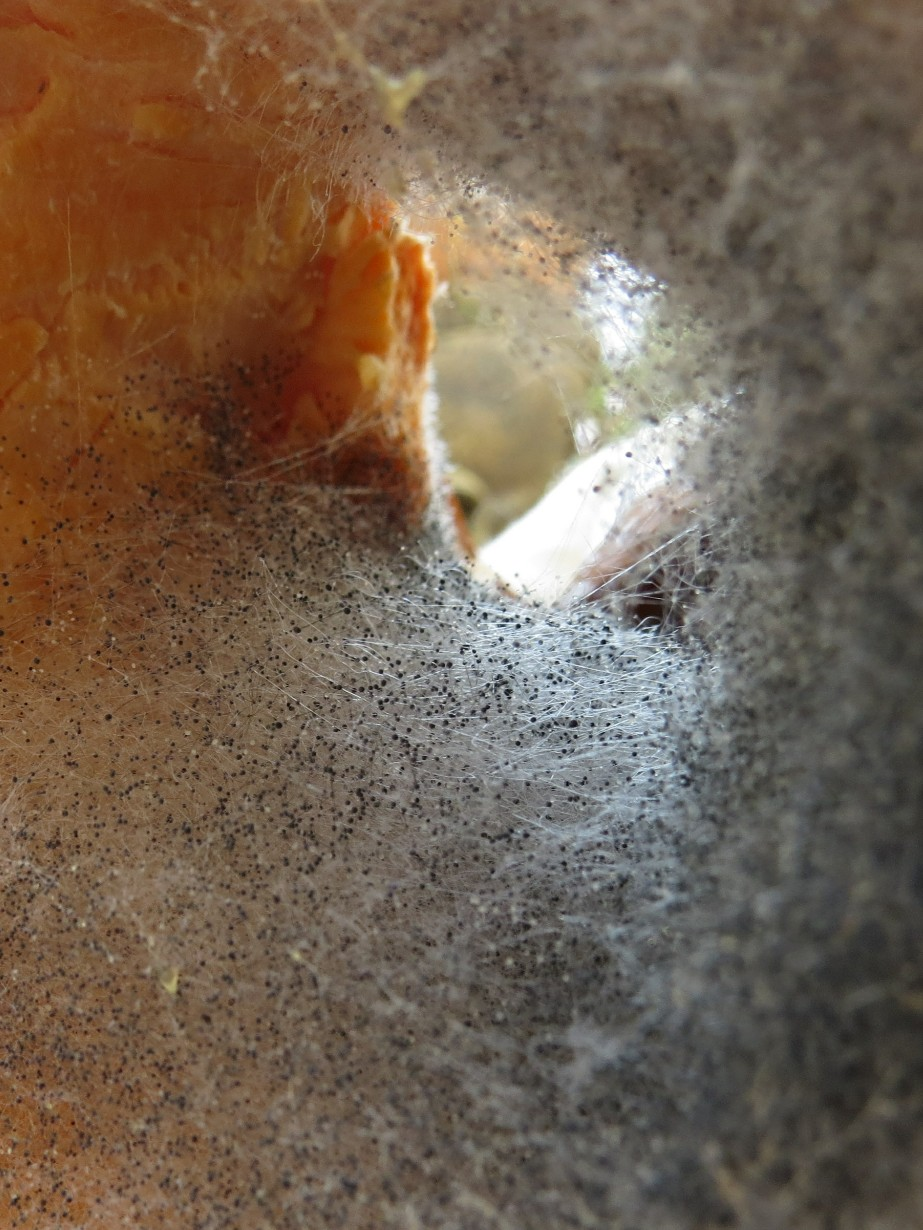
На фотографии изображён грибок вида Aspergillus niger, известный также как чёрная плесень. Грибок на данной фотографии расположен на плоде тыквы, точный вид которой неизвестен. Данного состояния грибок достиг за 6 дней.

Для A. niger описан процесс неполного окисления D-глюкозы — образование D-глюконовой кислоты. Данный процесс катализируется глюкозооксидазой — флавинсодержащим ферментом, локализованным в клеточной стенке грибов. D-Глюконовую кислоту получают из D-глюкозы с использованием A. niger в ферментёрах большого объёма (более 100 м³) при pH 6,5 и температуре 33 °C.
Глюкозооксидаза из чёрного аспергилла используется также в тест-полосках на глюкозу крови: продукт реакции D-глюкозы с глюкозооксидазой — пероксид водорода — окисляет какое-либо вещество, изменяющее при этом цвет.
Ферменты гриба пектиназы, целлюлазы и гемицеллюлазы применяются при изготовлении фруктовых соков и пюре, что позволяет значительно увеличить эффективность переработки фруктов. Кроме того, они используются в целлюлозно-бумажной промышленности и при производстве моющих средств для размягчения целлюлозных волокон.
Из A. niger получают и фермент глюкоамилазу, используемую для расщепления крахмала: она расщепляет α-1,6-связи остатков глюкозы в компоненте крахмала — амилопектине. В связи с этим глюкоамилаза и α-амилаза из этого гриба применяются при осахаривании мальтодекстрина для образования из него мальтозных сиропов, мальтозы и при полном гидролизе — глюкозного сиропа с DE 97—98. Ксиланаза чёрного аспергилла разрушает слизистые вещества при хлебопечении, что улучшает пористость и равномерность выпечки.
A. niger применяется для производства глюкозамина для вегетарианцев путём ферментирования им кукурузы.

## Космическая микробиология
Aspergillus niger — экстремотолерантный гриб, широко используемый в микробиологии и биотехнологии в качестве модельного объекта для изучения устойчивости к экстремальным условиям. Обладает способностью развиваться в широком диапазоне сред, включая условия, имитирующие космические. Споры гриба покрыты плотным меланиновым слоем, обеспечивающим резистентность к УФ- и рентгеновскому излучению, окислительному стрессу, а также к радиации, характерной для экзопланет М-типа.
Экспериментально подтверждено, что споры с дефицитом меланина демонстрируют повышенную выживаемость и скорость прорастания после облучения при наличии растворимого пиомеланина в среде. Защитный эффект связан не только с экранированием излучения, но и с участием меланина в нейтрализации реактивных форм кислорода и регуляции сигнальных путей. Твердые меланиновые пленки, в отличие от растворимых форм, не усиливают прорастание после воздействия рентгена.
A. niger обнаружен на орбитальных станциях, что подтверждает его устойчивость к космическим факторам. Споры способны сохранять жизнеспособность под тонким слоем реголита или воды, моделируя условия поверхности экзопланет. Это делает гриб перспективным биомаркером для оценки пределов обитаемости в астробиологии. Ключевая роль меланинов подчеркивает значение многофункциональных пигментов в адаптации к экстремальным астрофизическим условиям.